# 波尔·安德森
波尔·安德森（Poul William Anderson，1926年11月25日-2001年7月31日)，美国科幻小說作家，是黄金时代涌现出的优秀作家之一。

## 生平
1926年11月25日，波尔·安德森出生于美国宾夕法尼亚州的布里斯托市，父母原籍北欧斯堪的纳维亚半岛，二战爆发前他曾在丹麦，1948年，波尔·安德森毕业于美国明尼苏达大学物理系。波尔·安德森大学毕业后，他放弃了从事物理学工作，开始创作科幻小说。
2001年7月31日，波尔·安德森因癌症逝世，享年74岁。

## 关于科幻
- 和许多科幻大师一样，波尔·安德森很早就对科幻小说感到兴趣，还在读大学时，他已参加当地科幻组织的活动，醉心于科幻小说的创作。他的科幻处女作《明天的儿童》（Tomorrow's Children）1947年发表在《惊奇》（Amazing）杂志上，是与沃尔德洛普合作的。从此他就再也没有离开科幻创作领域。

- 波尔·安德森是北欧移民，因而非常熟悉北欧语言和文化，加上他良好的科学素养，使他的许多以北欧神话传说为依托的科幻作品具有鲜明的特色。在最初的几年，安德森的创作速度很慢，从1947年到1951年他只发表了十来篇科幻小说。他的第一部长篇科幻名叫《世代的苍穹》（Vault of the Ages），发表于1952年。他仅仅是一本针对少年读者的作品。到了1953年，安德森的创作速度突然有了惊人的提高，他在那一年连续发表19篇短篇。同时还在杂志上连载了三部长篇，其中最引人注目的是《脑波》（Brain Wave）。科幻迷们惊喜地发现，又一颗明星诞生了。

- 1955年，安德森在《幻想与科幻杂志》（Fantasy and Science Fiction）发表了他的另一部重要作品《时间巡逻》（Guard of Time）。以历史题材著称的安德森的非凡才华在这部作品中得到了充分的发挥。

- 1957年出版的《有去无回的星球》（Planet of No Return，中译本名为《异星探险》）可能是使中国读者最早了解到波尔·安德森令人赞叹的艺术功力的作品。

- 另外，安德森还和别人合作，也获得了好评。

- 在五十年代及以后的岁月里，安德森创作了好几个庞杂的系列，如“心理技术”系列（1955-1982），“技术历史”系列（1958-1985）等等。

- 波尔·安德森是少有的能够将创作始终保持在相当水平的多产作家。由于是理科出身，安德森的小说大多是硬科幻，有着坚实的科学基础并浸透着作者认真严肃的思考，人物刻画也很成功。他曾七次获得雨果奖、三次获得星云奖。还曾于1971年至1972年担任了一年的美国科幻作家协会（SFWA）主席。在1998年的星云奖颁奖大会上，他因半个世纪以来为科幻事业的杰出贡献，荣获星云科幻大师奖。

## 主要作品年表
- 1947年 Tomorrow's Children 《明天的儿童》

这是波尔·安德森的科幻处女作，发表在当年的《惊奇》（Amazing）杂志上，是与沃尔德洛普合作的。当时安德森还在明尼苏达大学攻读物理学，从此他就再也没有离开过科幻创作领域。
- 1952年 Vault of the Ages 《世代的苍穹》

这是安德森的第一部长篇科幻小说，是一本针对少年读者的作品。
- 1953年 The War of Two Worlds 《两个世界的战争》Three Hearts and Three Lions 《三颗心与三只雄师》
- 1954年 Brain Wave 《脑波》《断剑》

在以上提到的那一系列作品中，《脑波》是最引人注目的。起初，这部作品似乎生不逢时，他的第一部分刚刚发表，那家打算连载这部作品的杂志就停刊了。不过很快地，《脑波》就在1954年出版了单行本。《脑波》的故事并不复杂：围绕银河系中心旋转的太阳系在穿过了一片神秘的力场之后，地球上的各种生命都开始了飞速的进化。不久，一种理想化的新人类摆脱了肉体的束缚，开始向星际进军。而地球则交给了已经拥有了足够智慧的动物管理。智能的上升造成了人们的不适应，主人公考林斯的妻子因此而患神经官能症，于是夫妇的矛盾冲突此起彼伏。科学家为此发明了降低智能的装置，试图解决智能上升造成的社会问题。这部作品注重细节描写，充分展示了波尔?安德森对文化、宗教以及社会的敏锐感触和洞察力，是他最好的作品之一。
- 1955年 Guard of Time 《时间巡逻》

本书是安德森的名篇，发表在当年的《幻想与科幻杂志》上，所谓“时间巡逻”就是幻想中的时间管理局为保证历史按正常轨道运行对所有时代进行监控。本书讲述的就是一个在无限的时间长河之中追捕罪犯的故事。这部将时间旅行和历史事实融为一体的小说，使安德森这位擅长历史题材的作家的艺术才华得到了充分发挥。这也许是作者最得意的作品。
- 1957年 Planet of No Return 《有去无回的星球》

这本书使中国读者最早了解了波尔?安德森令人赞叹的艺术功力，1981年海洋出版社出版了这本书，中译本名为《异星探险》。它在悬疑四起的氛围中提出了这样一个富有哲学意味的问题：在宇宙中是否该对人的价值进行重新的评估。
- 1958年 《木卫三的雪》

- 1959年 The Enemy Stars 《敌对的群星》

本书是安德森的重要长篇作品之一，最初发表于1959年，1987年再版时作者做过增补。在小说中，人类实现了用“物质传送机”进行超远距离宇宙航行的梦想。生动感人并充满英雄主义色彩的故事情节使这部作品具有了长久的艺术生命力。这部作品以扣人心弦的情节表现了太空探险中人与人之间的关系。故事虽然充满冒险和幻想，但是创作方法基本上是现实主义的。
We Claim These Stars 《我们认领这些星球》
- 1960年 The High Crusade 《满天飞翔的十字军》 《严正的讨伐》

这是安德森与另一位著名科幻作家戈登·R·迪克森联合创作的。书中描写了两种文化的冲突，滑稽可笑，博得了广泛的赞誉。安德森和迪克森还曾在1951年至1957年合著了“霍卡”丛书。
- 1961年 《最长的旅程》

本书获得了当年的雨果奖（最佳短篇小说），这是安德森第一次获该奖。
- 1964年 《与帝王斗争到底》

本书获当年雨果奖（最佳短篇小说）。
- 1969年 《肉体的分享》

本书获当年雨果奖（最佳短中篇）。 
- 1970年 《宇宙過河卒》
- 1971年 《空气与黑暗的女王》

本书获1971年的星云奖（最佳短中篇）和1972年的雨果奖（最佳中篇）。
- 1972年 《山羊之歌》

本书获1972年星云奖（最佳短中篇）和1973年雨果奖（最佳短中篇）。
- 1978年 The Avatar 《化身》《猎手的月亮》

本书获1979年雨果奖（最佳短中篇）。
- 1981年 《土星游戏》

本书或1982年雨果奖（最佳长中篇）和1981年星云奖（最佳长中篇）。 
- 1989年 The Boat of a Million Years 《百万年之舟》

本书描写了一个不满于地球现状，追求永生的团体的觉醒。在波尔·安德森晚期的作品中，他一直遵循着这样一个原则--在一个可避免的垂死宇宙中，最艰难、也最有价值的就是忍耐。
- 1991年 《落入虚无飘渺中》

这是安德森的短篇集。
- （年代不详） 《绿色的手》

短篇小说，描写的仍是作者最为热衷的外星的种种可能性的题材。
- 系列作品：
  - 1951年 - 1957年 “霍卡”系列

安德森与戈登·R·迪克森合著的系列小说，这套书以其奇特的构思和浓郁的幽默感而获得成功。
- - 1955年 - 1982年 “心理技术联盟”系列
  - 1958年 - 1985年 “技术历史”系列
  - 1960年 - 1991年 “时间巡逻”系列
  - 1961年 - 1982年 “罗斯托姆史”系列
  - 1980年 “最后的海盗”系列

## 備注
1. ↑  Lee Gold. .   [2007-08-11]. （原始内容存档于2006-11-20）.

## 外部連結
- Bio, bibliography and book covers （页面存档备份，存于） at FantasticFiction
- Obituary and tributes from the SFWA []